# Cristina López Barrio

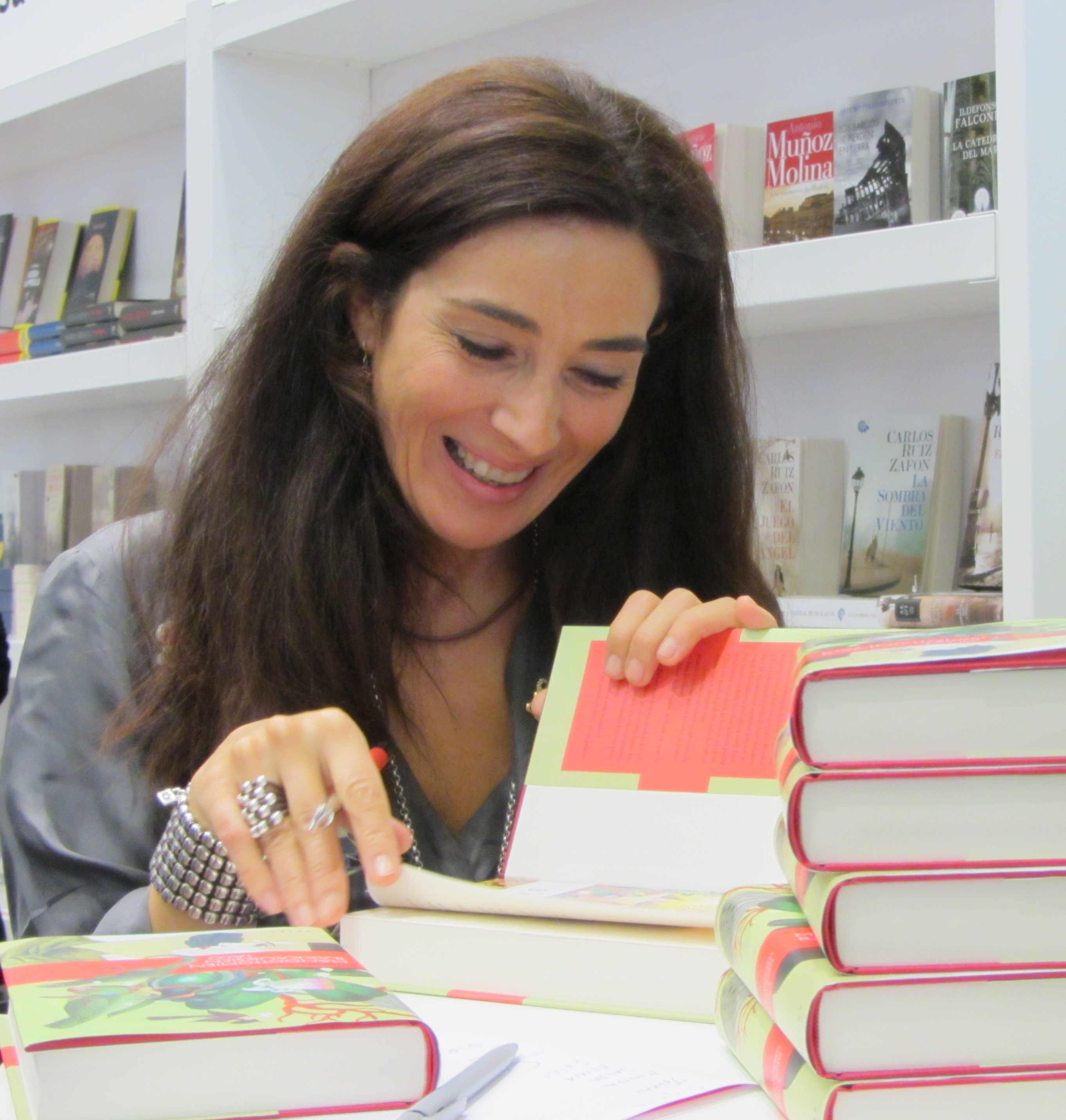
Cristina López Barrio, 2012

Cristina López Barrio (* 12. Mai 1970 in Madrid) ist eine spanische Autorin und Rechtsanwältin.
Sie studierte Jura an der Universität Complutense Madrid und spezialisierte sich auf geistiges Eigentum an der Päpstlichen Universität Comillas. 2000 absolvierte sie einen Workshop für kreatives Schreiben bei Clara Obligado.

## Ehrungen
- 2009: Premio Villa Pozuelo de Alarcón
- 2010: Premi Blog Llegir en cas d'incendi
- 2017: Finalista Premio Planeta

## Werke
- 2009: El hombre que se mareaba con la rotación de la Tierra
- 2010: La casa de los amores imposibles
- 2012: El reloj del mundo
- 2013: El cielo en un infierno cabe
- 2015: Tierra de brumas
- 2017: Niebla en Tánger